# Robert Schröder
Robert Schröder (Hannover, 14 september 1985) is een Duits voetbalscheidsrechter. Hij is in dienst van FIFA en UEFA sinds 2023. Ook leidt hij sinds 2018 wedstrijden in de Bundesliga.
Op 26 september 2018 leidde Schröder zijn eerste wedstrijd in de Duitse nationale competitie. Tijdens het duel tussen RB Leipzig en VfB Stuttgart (2–0) trok de leidsman vijfmaal de gele kaart. In Europees verband debuteerde hij op 3 augustus 2023 tijdens een wedstrijd tussen Debreceni VSC en FA Alasjkert in de tweede voorronde van de UEFA Europa Conference League; het eindigde in 3–1 en Schröder trok achtmaal een gele en eenmaal een rode kaart. Zijn eerste interland floot hij op 13 oktober 2023, toen Estland met 0–2 verloor van Azerbeidzjan door doelpunten van Toral Baymarov en Ramil Sjejdajev. Tijdens dit duel gaf Schröder vier gele kaarten.

## Interlands
| Datum           | Plaats           | Wedstrijd              | Uitslag | Competitie           | Kreeg geel | Kreeg voor de tweede keer geel en dus rood | Weggestuurd |
| --------------- | ---------------- | ---------------------- | ------- | -------------------- | ---------- | ------------------------------------------ | ----------- |
| 13 oktober 2023 | Tallinn, Estland | Estland – Azerbeidzjan | 0 – 2   | EK 2024 kwalificatie | 6          | 0                                          | 0           |

Laatst bijgewerkt op 18 oktober 2023.